# Полк (Пенсилванија)
Полк (енгл. Polk) град је у америчкој савезној држави Пенсилванија.

## Демографија
По попису из 2010. године број становника је 816, што је 215 (-20,9%) становника мање него 2000. године.
| Група             | 2000.       | 2010.       |
| Белци             | 992 (96,2%) | 793 (97,2%) |
| Афроамериканци    | 28 (2,7%)   | 16 (2,0%)   |
| Азијати           | 3 (0,3%)    | 1 (0,1%)    |
| Хиспаноамериканци | 0 (0,0%)    | 2 (0,2%)    |
| Укупно            | 1.031       | 816         |